# 斉藤朱夏 しゅかラジ!
『斉藤朱夏 しゅかラジ!』（さいとうしゅか しゅかラジ）は、NACK5制作のトーク番組。メインパーソナリティは、声優の斉藤朱夏。

## 番組内容
斉藤が大切にしているという「言葉」をテーマとした番組である。また、斉藤の冠番組でもある。
斉藤は本番組について「このラジオを通して、私が感じる言葉の大切さなど、いろんなことをリスナーの皆様に伝えていけたらと思います。」と述べている。

## コーナー紹介
パワーワード!
衝撃の言葉「パワーワード」についてリスナーから投稿を募り、紹介する。
リクエスト
リスナーが好きな曲の歌詞について、番組に投稿する。

## 出演者
- 斉藤朱夏（さいとうしゅか）：メインパーソナリティ

このほか、毎回コメントゲストが出演している。

## 放送
2020年7月2日（1日深夜）より、NACK5にて毎週木曜0:30 - 1:00（水曜深夜）に放送されている。